# Scrabble en Afrique
L’Afrique est une terre d’élection pour le Scrabble tant francophone qu’anglophone.

## Les champions
Elle a produit nombre de champions à l’instar de :
- Wellington Jighere champion du monde de scrabble anglophone en 2015 [1];
- Moses Peter vice-champion du monde de scrabble anglophone en 2017[2] ;
- Ndongo Samba Sylla champion du monde francophone catégorie blitz en 2002 vice champion du monde dans la même catégorie en 2015 champion du monde francophone par paire en 2000, 2007 et 2016 ;
- Mactar Sylla champion du monde francophone catégorie blitz en 2007 3e dans la même catégorie en 2018, champion du monde francophone par paire 2007 et 2016 ;
- Parfait Mouanda champion du monde francophone classique en 2006  3e de la même catégorie en 2012 ;
- Amar Diokh champion du monde francophone classique en 2007 ;
- Elisée Poka champion du monde francophone classique en 2008 ;
- Julien Affaton champion  du monde francophone classique en 2014 vice champion du monde de la même catégorie en 2011, 2012 et 2013 ;
- Abib Alabi champion du monde francophone classique en 2016 ;
- Arona Gaye champion du monde francophone par paire en 2000 ;
- Arnaud Mulonda vice-champion du monde dans la catégorie reine du duplicate en 2016 et 2018.

## Les compétitions

### Championnats du monde

#### Championnat du monde de Scrabble francophone Dakar 2008
Le Sénégal a accueilli le championnat du monde francophone en 2008 à Dakar.

#### Championnat du monde de Scrabble anglophone (WESPA) Nairobi 2017
Le Kenya a accueilli le championnat du monde anglophone organisé par la WESPA en 2017 à Nairobi.

### Championnats d’Afrique

#### Championnat d'Afrique de Scrabble anglophone
Le championnat d'Afrique de Scrabble (African scrabble championship ou Panafrican scrabble championship) est une compétition internationale organisée tous les deux ans depuis 1994.

#### Championnat d’Afrique de Scrabble francophone
Le championnat d’Afrique de Scrabble francophone (ChampAS) est une compétition panafricaine organisée annuellement depuis 2016.

### Champion internationaux

#### East Central Southern Africa Scrabble Championships (ECASA)
Le championnat d'Afrique orientale, centrale et australe est une compétition internationale de Scrabble anglophone.
| Année | Lieu          | 1er             | Pays  | 2e                   | Pays    | 3e              | Pays                |
| ----- | ------------- | --------------- | ----- | -------------------- | ------- | --------------- | ------------------- |
| 2003  | Tanzanie      | Patrick Litunya | Kenya | Manase Otieno        | Kenya   | Macharia Kimani | Kenya               |
| 2005  | Kenya         | Stanley Njoroge | Kenya | Michael Gongolo      | Kenya   | Robin Magaki    | Émirats arabes unis |
| 2008  | Tanzanie      | Patrick Litunya | Kenya | Michael Gongolo      | Kenya   | Robin Magaki    | Émirats arabes unis |
| 2010  | Ouganda       | Willy Mwangi    | Kenya | Nicolas Mbugua       | Kenya   | Gitonga Nderitu | Kenya               |
| 2011  | Kenya         | Manase Otieno   | Kenya | Gitonga Nderitu      | Kenya   | Geria Richard   | Ouganda             |
| 2012  | Ouganda       | Gitonga Nderitu | Kenya | Willy Mwangi         | Kenya   | Stanley Njoroge | Kenya               |
| 2013  | Kenya Nairobi | Gitonga Nderitu | Kenya | Allan Oyende         | Kenya   | Francis Wachira | Kenya               |
| 2015  | Ouganda       | Gitonga Nderitu | Kenya | Phillip Edwin-Mugish | Ouganda | Allan Oyende    | Kenya               |
| 2016  | Kenya         | Willy Mwangi    | Kenya | Gitonga Nderitu      | Kenya   | Allan Oyende    | Kenya               |
| 2017  | Tanzanie      | Gitonga Nderitu | Kenya | Willy Mwangi         | Kenya   | Stanley Mulaku  | Kenya               |
| 2018  | Zambie        | Allan Oyende    | Kenya | Joash Manyasa        | Kenya   | Stanley Njoroge | Kenya               |
| 2019  | Zambie        | Gitonga Nderitu | Kenya | Edgar Odongkara      | Ouganda | Allan Oyende    | Kenya               |

#### Festival international de Scrabble de l'Afrique de l'Ouest (FISFAO)
Le festival international de Scrabble de l'Afrique de l'Ouest est une compétition internationale de Scrabble francophone.
Le Fisfao a connu 4 éditions entre 2011 et 2015 et peut être considéré comme le prédécesseur des championnats d'Afrique de Scrabble francophone.

##### 2011Bamako
La première édition du festival international de Scrabble en Afrique de l'Ouest s'est déroulée au Mali ; elle a vu la domination sans partage  du Sénégal.
| Discipline          | 1er             | Pays    | 2e                     | Pays    | 3e                      | Pays         |
| ------------------- | --------------- | ------- | ---------------------- | ------- | ----------------------- | ------------ |
| Élite               | Babacar Mané    | Sénégal | Julien Affaton         | Bénin   | Babacar Mbengue         | Sénégal      |
| Blitz               | Amar Diokh      | Sénégal | Moussa Mbaye           | Sénégal | Julien Affaton          | Bénin        |
| Paire               | Amar Diokh      | Sénégal | Julien Affaton         | Bénin   | Tapsoba Anathast        | Burkina Faso |
| Paire               | Babacar Mbengue | Sénégal | François-Xavier Adjovi | Bénin   | Mohamed Lamine Bangoura | Guinée       |
| Défi Ouest Africain | Babacar Mané    | Sénégal | Moussa M'baye          | Sénégal | Julien Affaton          | Bénin        |

##### 2013Abidjan
La seconde édition a eu lieu a Abidjan en Côte d'Ivoire
| Discipline          | 1er             | Pays          | 2e                | Pays          | 3e                   | Pays          |
| ------------------- | --------------- | ------------- | ----------------- | ------------- | -------------------- | ------------- |
| Elite               | Elysee Poka     | Côte d'Ivoire | N'Dri Marin Konan | Côte d'Ivoire | Babacar Mbengue      | Sénégal       |
| Blitz               | Babacar Mbengue | Sénégal       | Anselme Sohi      | Côte d'Ivoire | Frank Sery           | Côte d'Ivoire |
| Classique .         | Abib Alabi      | Côte d'Ivoire | Aliou Hamidou     | Mali          | Lathro Thierry Lathr | Côte d'Ivoire |
| Paire               |                 |               |                   |               |                      |               |
|                     |                 |               |                   |               |                      |               |
| Défi Ouest Africain |                 |               |                   |               |                      |               |

##### 2014Dakar
La troisième édition a eu lieu à Dakar au Sénégal
| Discipline | 1er             | Pays          | 2e                   | Pays          | 3e                     | Pays    |
| ---------- | --------------- | ------------- | -------------------- | ------------- | ---------------------- | ------- |
| Élite      | Ange Bialé      | Côte d'Ivoire | Abib Alabi           | Côte d'Ivoire | Elysee Poka            | Sénégal |
| Blitz .    | Elysee Poka     | Côte d'Ivoire | Babacar Mbengue      | Sénégal       | Abdoulaye Gueye        | Sénégal |
| Classique  | Frank Sery      | Côte d'Ivoire | Lathro Thierry Lathr | Côte d'Ivoire | Kiki Dépko Manedji     | Togo    |
| Paire      | Arona Gaye      | Sénégal       | Yao Luc Koffi        | Côte d'Ivoire | Julien Affaton         | Bénin   |
| Paire      | Babacar Mbengue | Sénégal       | Anselme Sohi         | Côte d'Ivoire | François Xavier Adjovi | Bénin   |

##### 2015Abidjan
la 4e édition du Festival international de Scrabble francophone d’Afrique de l’Ouest (FISFAO) a eu lieu à Abidjan (Côte d'Ivoire), du 28 mars au 4 avril 2015.
| Discipline | 1er             | Pays          | 2e                     | Pays          | 3e                  | Pays          |
| ---------- | --------------- | ------------- | ---------------------- | ------------- | ------------------- | ------------- |
| Élite      | Anselme Sohi    | Côte d'Ivoire | François Xavier Adjovi | Bénin         | Gueu Mathieu Zingbe | Côte d'Ivoire |
| Blitz      | Babacar Mbengue | Sénégal       | Abib Alabi             | Côte d'Ivoire | Julien Affaton      | Bénin         |
| Classique  | Yao Luc Koffi   | Côte d'Ivoire | Siaka Ouattara         | Burkina Faso  | Mel Sie             | Côte d'Ivoire |
| Paire      |                 |               |                        |               |                     |               |
|            |                 |               |                        |               |                     |               |

#### Tournois internationaux

##### Godswill Apkabio International Classic
| Année | 1er                 | Pays             | 2e                 | Pays    | 3e                   | Pays             |
| ----- | ------------------- | ---------------- | ------------------ | ------- | -------------------- | ---------------- |
| 2007  |                     |                  |                    |         |                      |                  |
| 2008  | Emmanuel Umujose    | Nigeria          | Dennis Ikekeregor  | Nigeria | Wellington Jighere   | Nigeria          |
| 2009  | Wellington Jighere  | Nigeria          | Rasheed Balogun    | Nigeria | Dennis Ikekeregor    | Nigeria          |
| 2010  | Moses Peter         | Nigeria          | Ayorinde Saidu     | Nigeria | Chinedu Okwelogu     | Nigeria          |
| 2011  | Sammy Okosagah      | Nigeria          | Tayo Saheed        | Nigeria | Dokun Esan           | Nigeria          |
| 2012  | Pakorn Nemitrmansuk | Thaïlande        | Rex Ogbakpa        | Nigeria | Paul Sodje           | Nigeria          |
| 2013  | Sammy Okosagah      | Nigeria          | Olatunde Oduwole   | Nigeria | Komol Panyasoponlert | Thaïlande        |
| 2014  | Nigel Richards      | Nouvelle-Zélande | Wellington Jighere | Nigeria | Olatunde Oduwole     | Nigeria          |
| 2017  | Wellington Jighere  | Nigeria          | Tuoyo Mayuku       | Nigeria | Nigel Richards       | Nouvelle-Zélande |